# Аррабей II
Аррабей II (др.-греч.  Ἀρραβαῖος; V—IV века до н. э.) — правитель Линкестиды (области в Верхней Македонии).

## Биография
По утверждению Страбона, властители Линкестиды возводили свой род к Бакхиадам.
Аррабей II был, по всей видимости, cыном Аррабея I. Как сообщает Аристотель, в союзе с правителем Элимеи Сирром Аррабей II успешно воевал с македонским царем Архелаем. Эта война завершилась женитьбой Сирра на дочери Архелая.
Возможно, сыновьями Аррабея II были Менелай и Аэроп.